# Балканский экспресс
Балканский экспресс (серб. Балкан експрес) — югославский художественный фильм 1983 года, снятый режиссёром Бранко Балетичем на киностудии «Арт филм 80» (Белград). В 1988 году фильм получил продолжение, а в 1989 году на его основе был создан 13-ти серийный мини-сериал. 

## Сюжет
Вторая мировая война. Оккупированная Сербия. В центре сюжета похождения группы музыкантов в составе четырёх мужчин и девушки Лили, назвавших свой коллектив «Балканский экспресс», чья музыка является лишь прикрытием для совершения мелких преступлений. Воры-карманники и мелкие мошенники, спасая свои жизни, ненадолго расстаются. Однако, стеснённые обстоятельствами, вскоре опять собираются вместе и организуют оркестр для выступления в ресторане.
Однажды немецкий офицер влюбляется в певицу коллектива, и они решают использовать момент для получения себе новых удостоверений личности, но особенно для 10-летней еврейской девочки, которая скрывается от эсэсовцев, чтобы избежать отправки в концентрационный лагерь. Коллектив «Балканский экспресс» решается на выполнение опасного задания подпольщиков. Пытаясь взорвать ресторан, где проходит бал немецких офицеров, они не смогли вовремя убежать на безопасное расстояние и вынуждены осуществить нападение на немецких солдат. Убив много немцев, члены «Балканского экспресса» погибают в перестрелке. Ресторан взрывается, но девочка спасается, и один из подпольщиков увозит её на лодке.

## В ролях
- Драган Николич — Попай
- Бора Тодорович — Пик
- Таня Бошкович — Лили
- Велимир «Бата» Живоинович — Стойчич
- Оливера Маркович — Тетка
- Радко Полич — немецкий капитан Дитрих
- Тома Здравкович — певец
- Бранко Свежич — Костица
- Богдан Диклич — Эрнест
- Ратко Танкосич — кельнер
- Предраг Милетич — Герд
- Лиляна Джогович — барышня

## Критика
Французский киновед Жак Лурсель высоко оценил фильм, который выгодно отличается от выполненных по шаблону картин социалистических стран того времени. По его мнению, работа Бранко Балетича характерна для периода обновления югославского кино 1970-х—1980-х годов, кульминацией которого стало международное признание ленты Эмира Кустурицы «Папа в командировке» (1985). К основным художественным особенностям и достоинствам фильма Балетича тот же автор отнёс: яркое воссоздание духа времени; выдающуюся актёрскую игру; ритм; осознание вкуса зрителей;  ироничность; бодрость и насыщенность действия: «сочность, жестокость, реалистичность помогают создать красочное историческое полотно». По мнению Лурселя, основная нравственная идея, или даже «антиидея» фильма заключается в том, что любые «оккупированные», находящиеся в различном социальном, моральном положении, желают они того или нет, рано или поздно начинают оказывать значительную пользу сопротивлению: «Одиссея пятерых „героев поневоле“ проливает свет правды на действия подполья. Оно отнюдь не на 100 % состояло из героев, но принимало помощь от самых разных людей, если они могли приблизить победу». Российский критик Юлия Алова отмечает, что в этом фильме посвящённом трагическим событиям Второй мировой войны, показана жизнь в неприкрашенном виде и без какого-либо героического пафоса, а главные герои являются представителями мелкой преступности, которые вынуждены принять участие в деятельности югославского подполья. По мнению того же автора, саркастическая манера этой ленты, серьёзность затрагиваемых тем и трагизм обстоятельств, в которых вынуждены жить герои фильма, оказали влияние на последующие работы: «сделав балканский юмор со слезами и болью во взгляде отличительной чертой» югославского кинематографа. В частности, Алова указывает на преемственность в этом отношении снятого в середине 1990-х фильма «Красивые деревни красиво горят» Срджана Драгоевича, действие которого разворачивается на фоне боснийской войны.

## Продолжение
В 1988 году, учитывая популярность кинокомедии у зрителей, на экраны Югославии вышло продолжение фильма — «Балканский экспресс-2», а в 1989 — был снят телесериал «Балканский экспресс-2» (два сезона, всего 13 серий).

## Награды
- 1983 — премия «Золотая арена» на кинофестивале в Пуле за монтаж и за музыку к фильму, а также Оливере Маркович, как лучшей актрисе второго плана[5].
- 1983 — приз сценаристу Гордану Михичу на фестивале кинематографических сценариев в Врнячка-Бане[6].